# Ue kara Mariko
„Ue kara Mariko” (jap. 上からマリコ) – dwudziesty czwarty singel japońskiego zespołu AKB48, wydany w Japonii 7 grudnia 2011 roku przez You! Be Cool.
Singel został wydany w czterech edycjach: trzech regularnych (Type A, Type K, Type B) oraz „teatralnej” (CD). Osiągnął 1 pozycję w rankingu Oricon i pozostał na liście przez 24 tygodnie, sprzedał się w nakładzie 1 304 903 egzemplarzy. Singel zdobył status płyty Milion.
Członkinie AKB48 wzięły udział w zawodach AKB48 24th Single Senbatsu Janken Taikai (jap. AKB48 24thシングル選抜じゃんけん大会), które odbyły się 20 września 2011 roku w Nippon Budōkan. Dwadzieścia dziewczyn, które trafiły do półfinałów i finału, wzięły udział w nagraniu singla. Zwyciężczyni, Mariko Shinoda, znajdowała się w centrum.

## Lista utworów
Wszystkie utwory zostały napisane przez Yasushiego Akimoto.

### Type A
| CD  | | | |      |
| Nr  | Tytuł | Kompozycja | Aranżacja | Czas |
| 1.  | „Ue kara Mariko” (jap. 上からマリコ)                                                                                        | Masahiro Kawaura | Ikuta Machine | 4:40 |
| 2.  | „Noël no yoru” (jap. ノエルの夜)                                                                                            | Motoi Okuda | Makoto Wakatabe | 4:10 |
| 3.  | „Rinjin wa kizutsukanai” (jap. 隣人は傷つかない) (wyk. Team A)                                                              | Hiroshi Sasaki | Hiroshi Sasaki | 3:34 |
| 4.  | „Ue kara Mariko” (jap. 上からマリコ) (off vocal ver.)                                                                       | Masahiro Kawaura | Ikuta Machine | 4:40 |
| 5.  | „Noël no yoru” (jap. ノエルの夜) (off vocal ver.)                                                                           | Motoi Okuda | Makoto Wakatabe | 4:10 |
| 6.  | „Rinjin wa kizutsukanai” (jap. 隣人は傷つかない) (off vocal ver.)                                                           | Hiroshi Sasaki | Hiroshi Sasaki | 3:34 |
| DVD | | | |      |
| Nr  | Tytuł | Tytuł | Tytuł | Czas |
| 1.  | „Ue kara Mariko” (jap. 上からマリコ) (Music Video)                                                                          | „Ue kara Mariko” (jap. 上からマリコ) (Music Video)                                                                          | „Ue kara Mariko” (jap. 上からマリコ) (Music Video)                                                                          |      |
| 2.  | „Noël no yoru” (jap. ノエルの夜) (Music Video)                                                                              | „Noël no yoru” (jap. ノエルの夜) (Music Video)                                                                              | „Noël no yoru” (jap. ノエルの夜) (Music Video)                                                                              |      |
| 3.  | „Rinjin wa kizutsukanai” (jap. 隣人は傷つかない) (Music Video)                                                              | „Rinjin wa kizutsukanai” (jap. 隣人は傷つかない) (Music Video)                                                              | „Rinjin wa kizutsukanai” (jap. 隣人は傷つかない) (Music Video)                                                              |      |
| 4.  | „24th single senbatsu janken taikai Document eizō (zenpen)” (jap. 24thシングル 選抜じゃんけん大会 ドキュメント映像（前編）) | „24th single senbatsu janken taikai Document eizō (zenpen)” (jap. 24thシングル 選抜じゃんけん大会 ドキュメント映像（前編）) | „24th single senbatsu janken taikai Document eizō (zenpen)” (jap. 24thシングル 選抜じゃんけん大会 ドキュメント映像（前編）) |      |

### Type K
| CD  | | | |      |
| Nr  | Tytuł | Kompozycja | Aranżacja | Czas |
| 1.  | „Ue kara Mariko” (jap. 上からマリコ)                                                                                        | Masahiro Kawaura | Ikuta Machine | 4:40 |
| 2.  | „Noël no yoru” (jap. ノエルの夜)                                                                                            | Motoi Okuda | Makoto Wakatabe | 4:10 |
| 3.  | „Zero-sum taiyō” (jap. ゼロサム太陽) (Team K)                                                                               | Shunryū | Sizuk | 4:14 |
| 4.  | „Ue kara Mariko” (jap. 上からマリコ) (off vocal ver.)                                                                       | Masahiro Kawaura | Ikuta Machine | 4:40 |
| 5.  | „Noël no yoru” (jap. ノエルの夜) (off vocal ver.)                                                                           | Motoi Okuda | Makoto Wakatabe | 4:10 |
| 6.  | „Zero-sum taiyō” (jap. ゼロサム太陽) (off vocal ver.)                                                                       | Shunryū | Sizuk | 4:14 |
| DVD | | | |      |
| Nr  | Tytuł | Tytuł | Tytuł | Czas |
| 1.  | „Ue kara Mariko” (jap. 上からマリコ) (Music Video)                                                                          | „Ue kara Mariko” (jap. 上からマリコ) (Music Video)                                                                          | „Ue kara Mariko” (jap. 上からマリコ) (Music Video)                                                                          |      |
| 2.  | „Noël no yoru” (jap. ノエルの夜) (Music Video)                                                                              | „Noël no yoru” (jap. ノエルの夜) (Music Video)                                                                              | „Noël no yoru” (jap. ノエルの夜) (Music Video)                                                                              |      |
| 3.  | „Zero-sum taiyō” (jap. ゼロサム太陽) (Music Video)                                                                          | „Zero-sum taiyō” (jap. ゼロサム太陽) (Music Video)                                                                          | „Zero-sum taiyō” (jap. ゼロサム太陽) (Music Video)                                                                          |      |
| 4.  | „24th single senbatsu janken taikai Document eizō (chūhen)” (jap. 24thシングル 選抜じゃんけん大会 ドキュメント映像（中編）) | „24th single senbatsu janken taikai Document eizō (chūhen)” (jap. 24thシングル 選抜じゃんけん大会 ドキュメント映像（中編）) | „24th single senbatsu janken taikai Document eizō (chūhen)” (jap. 24thシングル 選抜じゃんけん大会 ドキュメント映像（中編）) |      |

### Type B
| CD  | | | |      |
| Nr  | Tytuł | Kompozycja | Aranżacja | Czas |
| 1.  | „Ue kara Mariko” (jap. 上からマリコ)                                                                                       | Masahiro Kawaura | Ikuta Machine | 4:40 |
| 2.  | „Noël no yoru” (jap. ノエルの夜)                                                                                           | Motoi Okuda | Makoto Wakatabe | 4:10 |
| 3.  | „Yobisute Fantasy” (jap. 呼び捨てファンタジー) (Team B)                                                                    | Kōta Ogawa | Yūichi "Masa" Nonaka | 3:31 |
| 4.  | „Ue kara Mariko” (jap. 上からマリコ) (off vocal ver.)                                                                      | Masahiro Kawaura | Ikuta Machine | 4:40 |
| 5.  | „Noël no yoru” (jap. ノエルの夜) (off vocal ver.)                                                                          | Motoi Okuda | Makoto Wakatabe | 4:10 |
| 6.  | „Yobisute Fantasy” (jap. 呼び捨てファンタジー) (off vocal ver.)                                                            | Kōta Ogawa | Yūichi "Masa" Nonaka | 3:31 |
| DVD | | | |      |
| Nr  | Tytuł | Tytuł | Tytuł | Czas |
| 1.  | „Ue kara Mariko” (jap. 上からマリコ) (Music Video)                                                                         | „Ue kara Mariko” (jap. 上からマリコ) (Music Video)                                                                         | „Ue kara Mariko” (jap. 上からマリコ) (Music Video)                                                                         |      |
| 2.  | „Noël no yoru” (jap. ノエルの夜) (Music Video)                                                                             | „Noël no yoru” (jap. ノエルの夜) (Music Video)                                                                             | „Noël no yoru” (jap. ノエルの夜) (Music Video)                                                                             |      |
| 3.  | „Yobisute Fantasy” (jap. 呼び捨てファンタジー) (Music Video)                                                               | „Yobisute Fantasy” (jap. 呼び捨てファンタジー) (Music Video)                                                               | „Yobisute Fantasy” (jap. 呼び捨てファンタジー) (Music Video)                                                               |      |
| 4.  | „24th single senbatsu janken taikai Document eizō (kōhen)” (jap. 24thシングル 選抜じゃんけん大会 ドキュメント映像（後編）) | „24th single senbatsu janken taikai Document eizō (kōhen)” (jap. 24thシングル 選抜じゃんけん大会 ドキュメント映像（後編）) | „24th single senbatsu janken taikai Document eizō (kōhen)” (jap. 24thシングル 選抜じゃんけん大会 ドキュメント映像（後編）) |      |

### Wer. teatralna
| CD |                                                          |                  |                      |      |
| Nr | Tytuł                                                    | Kompozycja       | Aranżacja            | Czas |
| 1. | „Ue kara Mariko” (jap. 上からマリコ)                     | Masahiro Kawaura | Ikuta Machine        | 4:40 |
| 2. | „Noël no yoru” (jap. ノエルの夜)                         | Motoi Okuda      | Makoto Wakatabe      | 4:10 |
| 3. | „Hashire! Penguin” (jap. 走れ!ペンギン) (Team 4)         | Tetsurō Oda      | Yūichi "Masa" Nonaka | 4:03 |
| 4. | „Ue kara Mariko” (jap. 上からマリコ) (off vocal ver.)    | Masahiro Kawaura | Ikuta Machine        | 4:40 |
| 5. | „Noël no yoru” (jap. ノエルの夜) (off vocal ver.)        | Motoi Okuda      | Makoto Wakatabe      | 4:10 |
| 6. | „Hashire! Penguin” (jap. 走れ!ペンギン) (off vocal ver.) | Tetsurō Oda      | Yūichi "Masa" Nonaka | 4:03 |

## Skład zespołu
„Ue kara Mariko”
Członkinie zostały wybrane w przez AKB48 24th Single Senbatsu Janken Taikai (jap. AKB48 24thシングル選抜じゃんけん大会).
- Team A: Mariko Shinoda (środek, 1.), Shizuka Ōya (6.), Ami Maeda (7.), Haruna Kojima (9.)
- Team K: Reina Fujie (2.), Minami Minegishi (3.), Sayaka Akimoto (5.), Ayaka Umeda (9.)
- Team B: Sumire Satō (8.), Tomomi Kasai (9.), Rie Kitahara (9.)
- Team 4: Suzuran Yamauchi (9.)
- Kenkyūsei: Marina Kobayashi (4.)
- SKE48 Team S: Mizuki Kuwabara (9.)
- NMB48 Team N: Yūki Yamaguchi (9.)
- NMB48 Kenkyūsei: Ayame Hikawa (9.)

„Noël no yoru”
- Team A: Atsuko Maeda (środek), Aika Ōta, Haruna Kojima, Rino Sashihara, Mariko Shinoda, Aki Takajō, Minami Takahashi
- Team K: Tomomi Itano, Yūko Ōshima, Minami Minegishi, Sae Miyazawa, Yui Yokoyama
- Team B: Tomomi Kasai, Yuki Kashiwagi, Rie Kitahara, Sumire Satō, Mayu Watanabe
- SKE48 Team S: Jurina Matsui, Rena Matsui
- NMB48 Team N: Sayaka Yamamoto

„Rinjin wa kizutsukanai”
- Team A: Atsuko Maeda (środek), Minami Takahashi (środek), Misaki Iwasa, Aika Ōta, Shizuka Ōya, Haruka Katayama, Asuka Kuramochi, Haruna Kojima, Rino Sashihara, Shinoda Mariko, Aki Takajō, Haruka Nakagawa, Chisato Nakata, Sayaka Nakaya, Aika Ōta, Ami Maeda, Natsumi Matsubara

„Zero-sum taiyō”
- Team K: Yūko Ōshima (środek), Tomomi Itano (środek), Sayaka Akimoto, Mayumi Uchida, Ayaka Umeda, Yūko Ōshima, Ayaka Kikuchi, Miku Tanabe、Tomomi Nakatsuka, Moeno Nitō, Misato Nonaka, Reina Fujie, Sakiko Matsui, Minami Minegishi, Sae Miyazawa, Yui Yokoyama, Rumi Yonezawa

„Yobisute Fantasy”
- Team B: Yuki Kashiwagi (środek), Haruka Ishida, Tomomi Kasai, Rie Kitahara, Kana Kobayashi, Mika Komori, Amina Satō, Sumire Satō, Natsuki Satō, Shihori Suzuki, Mariya Suzuki, Rina Chikano, Natsumi Hirajima, Yuka Masuda, Miho Miyazaki, Mayu Watanabe

„Hashire! Penguin”
- Team 4: Haruka Shimazaki (środek), Maria Abe, Miori Ichikawa, Anna Iriyama, Haruka Shimada, Miyu Takeuchi, Mariya Nagao, Shiori Nakamata, Mariko Nakamura, Suzuran Yamauchi

## Notowania
| Lista                                      | Pozycja |
| ------------------------------------------ | ------- |
| Oricon Weekly Singles Chart                | 1       |
| Oricon Yearly Singles Chart                | 4       |
| Billboard Japan Hot 100                    | 1       |
| Billboard Japan Hot Singles Sales          | 1       |
| Billboard Japan Hot Top Airplay            | 2       |
| Billboard Japan Adult Contemporary Airplay | 1       |

## Inne wersje
- Grupa SNH48 wydała własną wersję piosenki „Noël no yoru”, pt. „Làngmàn shèngdàn yè” (chn. 浪漫圣诞夜), na trzecim minialbumie Koisuru Fortune Cookie w 2013 roku. Wydała także własną wersję piosenki „Zero-sum taiyō”, pt. „Rì shēng rìluò” (chn. 日升日落), na czwartym minialbumie Heart Electric w 2014 roku.